# دهستان قایدرحمت
قائدرحمت، دهستانی از توابع بخش زاغه شهرستان خرم‌آباد در استان لرستان است.

## مردم
ساکنان به زبان لری خرم‌آبادی می‌گویند.واز ایل بزرگ باجولوند هستند.

## جمعیت
بر اساس سرشماری سال ۱۳۸۵ جمعیت آن ۱۱٬۸۹۴ نفر (۳٬۴۲۷خانوار) بوده‌است.